# Qiantan (köpinghuvudort i Kina, Zhejiang Sheng, lat 29,62, long 119,54)
Qiantan (kinesiska: 乾潭镇) är en köpinghuvudort i Kina. Den ligger i provinsen Zhejiang, i den östra delen av landet, omkring 93 kilometer sydväst om provinshuvudstaden Hangzhou. Antalet invånare är 41 220. Befolkningen består av 20 609 kvinnor och 20 611 män. Barn under 15 år utgör 12,0 %, vuxna 15-64 år 75 %, och äldre över 65 år 11,0 %.
Runt Qiantan är det ganska tätbefolkat, med 199 invånare per kvadratkilometer. Qiantan är det största samhället i trakten. I omgivningarna runt Qiantan växer i huvudsak blandskog.
Genomsnittlig årsnederbörd är 2 207 millimeter. Den regnigaste månaden är juni, med i genomsnitt 474 mm nederbörd, och den torraste är januari, med 82 mm nederbörd.